# Flik 41J
A Fliegerkompanie 41 (rövidítve Flik 41, magyarul: 41. repülőszázad) az első világháborús osztrák-magyar légierő egyik kiemelkedően eredményes és híres repülőszázada volt. A századot az olasz hadba lépés következtében hozták létre, hogy megerősítsék az olasz-front fölötti légi fölényt.

## Története
A századot a megalapítása és kiképzése után 1917 február 21-én az ausztriai Straßhofból az olasz frontra küldték, ahol Sesanában volt a bázisa. A parancsnoka a kezdetektől fogva a legendás vadászpilóta Godwin Brumowski volt, aki egymaga 24 légi győzelmet aratott a században. Az egység tagjai olasz, francia és brit repülőgépekkel vívták légi párbajaikat, amelynek során öt ászpilóta is számos légi győzelmet szerzett. Az osztrák-magyar légierőben ez a század alkalmazta először a zártkötelékes vadásztámadást az ellenséges repülőgépekkel szemben. 1917. július 25-én az egész légierőt átszervezték; ennek során az addig is csupa vadászgépből álló egység formálisan is vadászrepülő-századi (neve ekkortól Jagdflieger-Kompanie 41, Flik 41J) kategóriába került. Az év végén az egység az 1. Isonzó-hadsereg alárendeltségében részt vett a 12. isonzói csatában, majd 1918 nyarán a Piave-offenzívában. Eközben a front helyzetének megfelelően Portobuffolébe, Aiello del Friuliba, Campoformidóba vagy Torresellába költöztek.
A háború után a teljes osztrák légierővel együtt felszámolták.

## Századparancsnokok
- Godwin Brumowski százados (1918 októberéig)
- Emanuel Streicher főhadnagy

## Ászpilóták
| Név                  | A században elért légi győzelem |
| -------------------- | ------------------------------- |
| Godwin Brumowski     | 24                              |
| Frank Linke-Crawford | 13                              |
| Kurt Gruber          | 2                               |
| Friedrich Navratil   | 1                               |
| Kaszala Károly       | 5                               |
| Összesen:            | 45 igazolt légi győzelem        |

## Századjelzés
Eleinte a század Hansa-Brandenburg D.I-es gépeire minden pilóta felfestette a maga azonos méretű egyéni jelzését. Később, amikor a repülőket Albatros D.III-ra cserélték, a jelzések mérete különböző lehetett. Az 1. Isonzó-hadseregben az előírás szerint a keréktárcsát fekete-sárgára színezték. 1918 elején újabb szabályozás lépett életbe és piros törzsgyűrűt festettek a gépekre, de Brumowski kezdeményezésére egyes repülők teljes egészükben pirosak lettek. Az utolsó érvényes rendelkezés szerint a teljes keréktárcsán és a törzs egyes részein kellett jelen lennie a piros színnek.     

## Repülőgépek
A század pilótái a következő típusokat repülték:
- Hansa-Brandenburg C.I
- Hansa-Brandenburg B.I
- Albatros B.I
- Albatros D.III
- Phönix D.I